# Good Behavior
Good Behavior è una serie televisiva statunitense, creata nel 2016 per TNT.
La serie è ispirata alla serie di romanzi Letty Dobesh di Blake Crouch. La serie ha come protagonista Michelle Dockery nei panni di Letty Raines, una truffatrice che intrattiene una relazione con un sicario di nome Javier Pereira, interpretato da Juan Diego Botto.
TNT ordinò il pilot per una serie di 10 episodi nel dicembre 2015. Il 14 gennaio 2017, la serie è stata rinnovata per una seconda stagione, trasmessa il 15 ottobre 2017.
In Italia, la prima stagione è stata pubblicata sulla piattaforma on demand TIMvision l'8 marzo 2017, mentre la seconda stagione è stata pubblicata il 20 marzo 2018.
Il 6 novembre 2018, la TNT ha ufficialmente cancellato la serie.

## Trama
Letty Raines è una ladra, una truffatrice, una tossicodipendente e un'alcolizzata, rilasciata dal carcere per buona condotta, che ha sempre vissuto al limite, perché questo è esattamente quello che è portata a fare. Appena è uscita di prigione, cerca di ottenere l'affidamento di suo figlio di 10 anni, Jacob, che attualmente vive con la nonna, sua madre Estelle, e, a causa dell'incarcerazione di Letty ha un ordine restrittivo, che non le permette di vedere il figlio. Un giorno, mentre svaligia una stanza d'albergo, Letty si nasconde dentro un armadio e sente una discussione su un omicidio su commissione. Allora decide di mandare all'aria l'operazione per salvare la vittima del piano. Nel farlo entra in rotta di collisione con Javier, ingaggiato per uccidere la moglie dell'uomo che aveva visto conversare con lui nella camera d'albergo, e finendo in una pericolosa relazione con lui.

## Personaggi e interpreti

### Personaggi principali
- Leticia "Letty" Raines (stagioni 1-2), interpretata da Michelle Dockery, doppiata da Chiara Colizzi.
- Javier Pereira (stagioni 1-2), interpretato da Juan Diego Botto, doppiato da Simone D'Andrea.
- Estelle Raines (stagioni 1-2), interpretata da Lusia Strus, doppiata da Cinzia De Carolis.
Madre di Latty.
- Christian Woodhill (stagioni 1-2), interpretato da Terry Kinney, doppiato da Massimo De Ambrosis.
Responsabile della liberatà condizionale di Letty.
- Jacob Raines (stagioni 1-2), interpretato da Nyles Julian Steele, doppiato da Mattia Fabiano.
Figlio di Letty.
- Rob McDaniels (stagioni 1-2), interpretato da Joey Kern, doppiato da Emiliano Coltorti.
Marito di Estelle, nonché una vecchia conoscenza del liceo di Letty.

### Personaggi ricorrenti
- Rhonda Lashever (stagioni 1-2), interpretata da Ann Dowd.
Agente tenace dell'FBI, decisa a catturare Javier.
- Ava Pereira (stagioni 1-2), interpretata da María Botto, doppiata da Irene Di Valmo.
Sorella di Javier.
- Sean Barron (stagioni 1-2), interpretato da Todd Williams, doppiato da Gabriele Tocchi.
Ex-fidanzato di Letty e padre di Jacob.
- Silk (stagioni 1-2) interpretato da Gideon Emery, doppiato da Riccardo Scarafoni.
Ex-marito di Ava. Lavora all'obitorio e dispone corpi per Javier.
- Tiffany Dash (stagione 1), interpretata da Collette Wolfe.
Amica di Letty fin dal liceo.
- Kyle Dash (stagione 1), interpretato da Justin Bruening.
Marito di Tiffany.
- Carin (stagione 2) interpretata da Laura Bell Bundy.
Vicina e amica di Javier e Letty.
- Teo (stagione 2), interpretato da Juan Riedinger.

### Personaggi secondari
- Daphne Rochefort (stagione 1), interpretata da Celia Keenan-Bolger, doppiata da Antonella Baldini.
- Bill (stagione 1), interpretato da Bruce Altman, doppiato da Mario Cordova.
- Robin (stagione 1), interpretata da Mary Catherine Garrison, doppiata da Emanuela Damasio.
- Todd (stagione 1), interpretato da Drew Matthews, doppiato da Gabriele Lopez.
- Bryce (stagione 2), interpretato da Barrett Carnahan, doppiato da Luca Mannocci.
- Bethenny (stagione 2), interpretata da Britt Rentschler, doppiata da Antonella Baldini.
- Mickey (stagione 2), interpretato da Sam Littlefield, doppiato da Alessandro Campaiola.
- Sweetie (stagione 2), interpretata da Roxy Wood, doppiata da Luigi Ferraro.
- Agente Rackley (stagione 2), interpretato da Jesse Malinowski, doppiato da Davide Perino.
- Agente Bradfield (stagione 2), interpretato da Drew Starkey, doppiato da Gabriele Vender.
- Ufficiale Barley (stagione 2), interpretato da Vince Foster, doppiato da Davide Albano.

## Episodi
| Stagione         | Episodi | Prima TV USA | Pubblicazione Italia |
| ---------------- | ------- | ------------ | -------------------- |
| Prima stagione   | 10      | 2016-2017    | 2017                 |
| Seconda stagione | 10      | 2017         | 2018                 |

## Critica
Good Behavior ha ricevuto per lo più recensioni positive dai critici televisivi. Il sito web di recensioni Rotten Tomatoes ha riportato una valutazione del 76% "fresh" su 23 recensioni. Il consenso del sito web dichiara: Manipolazione emotiva a parte, Good Behavior è legitimamente un dramma pieno di suspense e sexy." Metacritic ha riportato un punteggio di 65 su 100 basato su 22 recensioni, indicando "recensioni generalmente favorevoli".

## Riprese
La serie è stata quasi completamente girata a Wilmington, nella Carolina del Nord, sia in location che presso gli studi EUE / Screen Gems. Il pilot è stato girato da Settembre ad Ottobre 2015, mentre la prima stagione è stata girata da Marzo a Luglio 2016. Le riprese della seconda stagione sono iniziate il 10 aprile 2017, e finite l'8 settembre 2017.